# Caserne Charras
La caserne Charras est une ancienne caserne de Courbevoie, commune du département des Hauts-de-Seine, dont une partie de la façade a été remontée dans le Parc de Bécon.

## Historique
La Caserne Charras est l'une des trois casernes construites pour les Gardes suisses en application d'un décret royal de 1754, sur les plans de l'architecte français Charles-Axel Guillaumot. Celle-ci date de 1756, et fut construite en même temps et sur le même modèle que celles de Rueil-Malmaison et Saint-Denis.
C'est de cette caserne que les Gardes suisses, commandés par le marquis de Maillardoz (en remplacement de son oncle Louis-Auguste d’Affry, titulaire du poste), partent le 10 août 1792 pour aller défendre les Tuileries, sur ordre de Louis XVI. Sur 950, seuls 300 soldats reviendront.
Durant le premier Empire, entre deux campagnes, la caserne abrite le 1er régiment de Grenadiers de la Garde impériale.
Pendant la révolution de 1830, des habitants de Courbevoie s'emparent de la caserne, défendue par le bataillon de dépôt du 3e régiment de la Garde nationale.
En 1855, le 1er régiment de grenadiers de la Garde impériale y prend ses quartiers.
En 1872, le 2e régiment d'infanterie provisoire, qui devient le 102e régiment d'infanterie de ligne s'y installe.
En 1886, elle prend le nom de « Caserne Charras » en hommage à deux officiers républicains, le général Joseph Charras et son fils le colonel Jean-Baptiste Adolphe Charras.
De nombreux régiments et corps militaires s'y succéderont:
- Du 1er avril 1893 au 31 décembre 1923, le 119e régiment d'infanterie
- En 1914-1918, elle accueille les bataillons des tirailleurs sénégalais[4]  mais aussi les 319e régiment d'infanterie et 20e régiment d'infanterie territoriale.
- De 1929 au 23 août 1939, elle accueille le 5e régiment d'infanterie.
- De 1943 à 1945, l’École des officiers de la Gendarmerie nationale.
- Du 15 février 1946 le 93e régiment d'infanterie y tient garnison[5] jusqu'au 31 décembre 1957 ou il part pour l'Algérie.

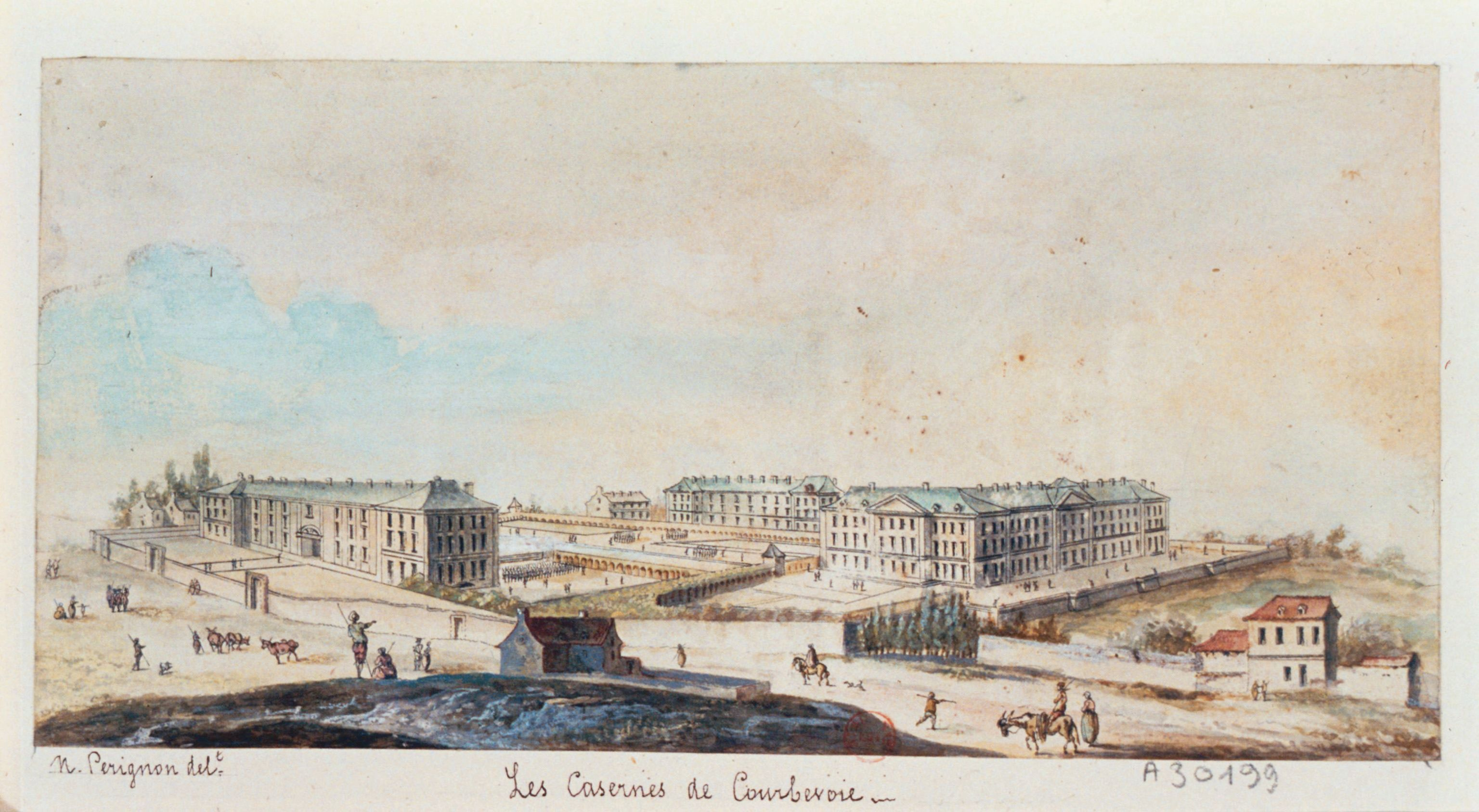
Dessin des casernes de Courbevoie, Nicolas Pérignon (1726-1782).
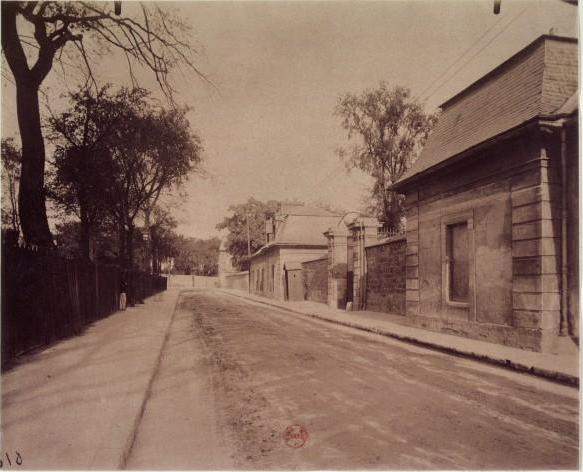
Entrée des casernes rue de l'Alma en 1901 ; photographie d'Eugène Atget.
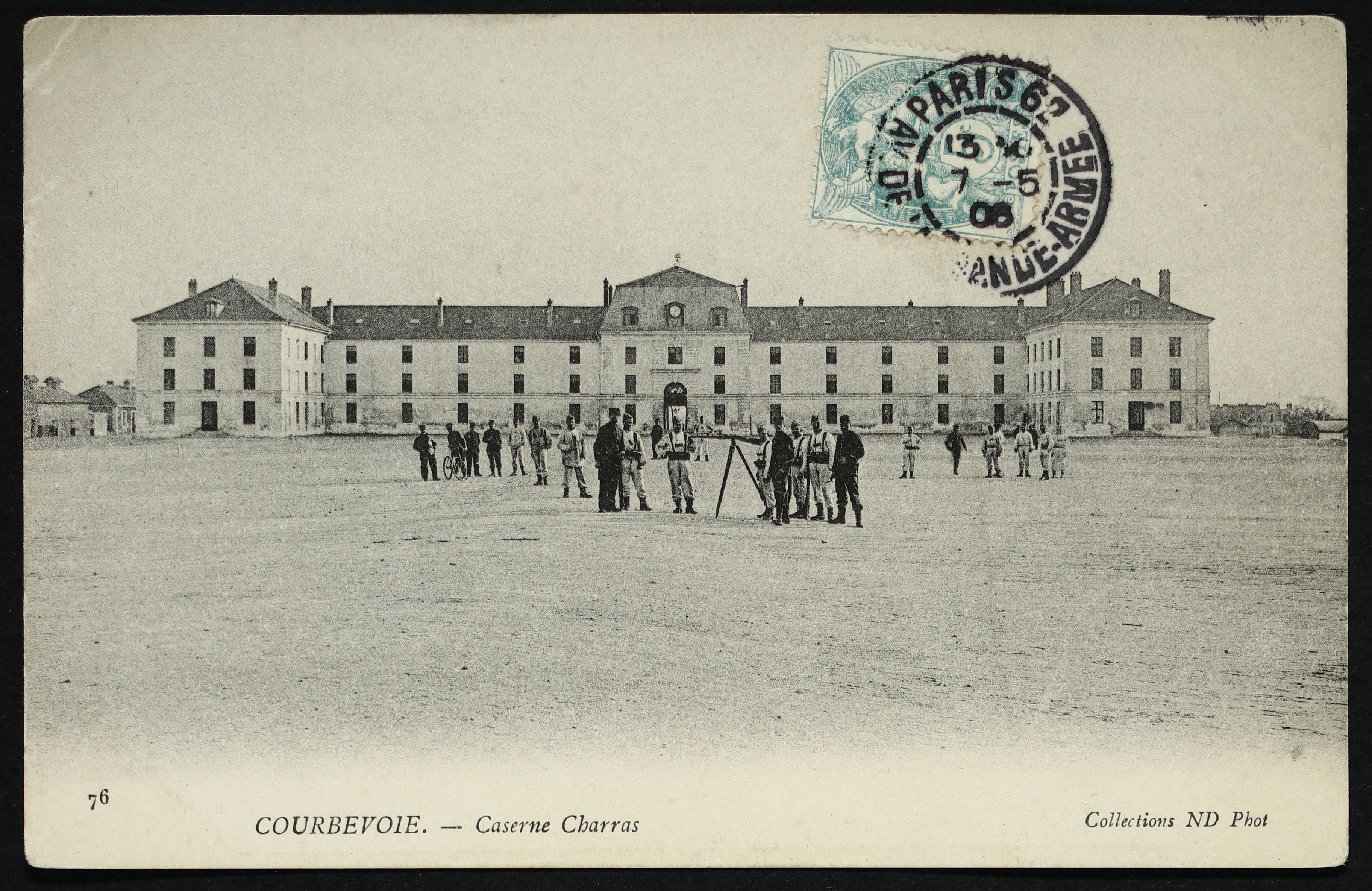
La caserne Charras vers 1900.
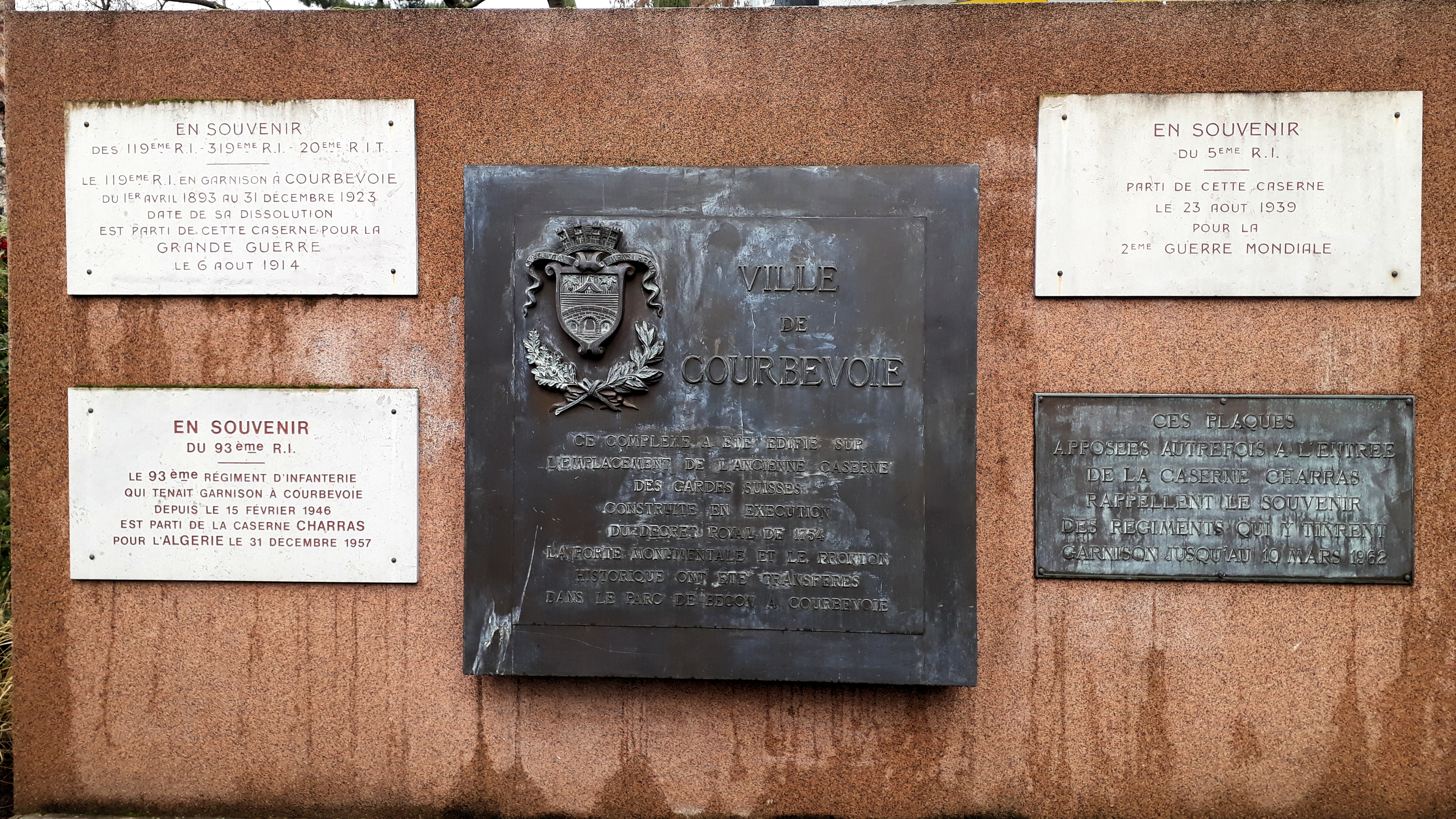
Plaque commémorative, centre commercial Charras, 2018.

## Pensionnaires célèbres
Serge Gainsbourg déclare, dans une interview fleuve aux Inrockuptibles en novembre 1989, avoir fréquenté cette caserne en 1948. Le philosophe Maurice de Gandillac y était cantonné sous les ordres de Jean de Lattre de Tassigny.

## Classement à l'inventaire des monuments historiques
Les bâtiments de la caserne sont inscrits à l'inventaire supplémentaire des monuments historiques le 22 mars 1929.

## Démolition

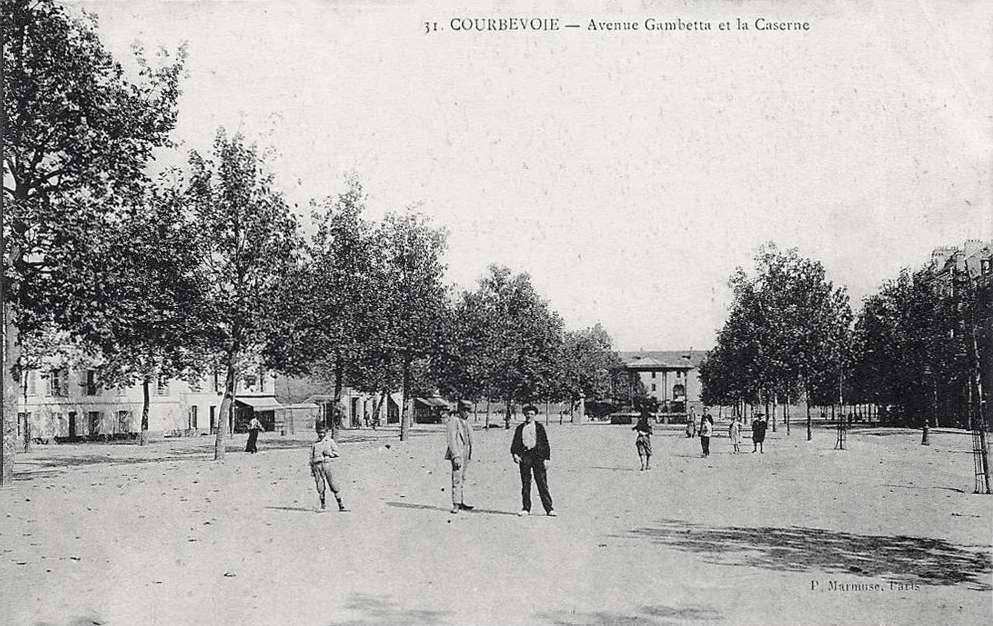
Avenue Gambetta et caserne, 1900.

La caserne située place Charras est détruite en 1963, mais la façade de l'avant-corps central a été conservée et remontée dans le parc du château de Bécon les Bruyères.
En 1969, sur ce site, l’architecte Henri Pottier construit le Centre Charras. Très novateur, il comprend un centre commercial, un hôtel, une piscine olympique, une patinoire, une station-service, 1 000 logements et 1 600 places de stationnement. L'ensemble comprend 2 hectares d’espaces publics pour la place Charles-de-Gaulle.

## Pour approfondir

### Articles Connexes
- Musée des Gardes suisses, à Rueil-Malmaison.
- Liste des monuments historiques des Hauts-de-Seine
- Caserne des Suisses (à Saint-Denis)